# Історія штучних нейронних мереж
Нейронні мережі — це вид математичних моделей, натхненних функціонуванням біологічного мозку. Вони є основою сучасного штучного інтелекту (ШІ) та відіграють важливу роль у багатьох галузях: від розпізнавання зображень і тексту до створення медичних діагнозів. Розвиток нейронних мереж дозволив значно розширити можливості комп'ютерних систем, зробивши їх «розумнішими» і більш автономними. Ця стаття досліджує історію розвитку нейронних мереж, їх основні етапи та сучасні досягнення.

## Ранні дослідження (1940–1960-ті)

### Концепція перцептронів
У 1943 році Воррен Мак-Каллох та Волтер Піттс створили першу математичну модель штучного нейрона, яка імітувала поведінку біологічного нейрона. Ця модель заклала основи для майбутніх розробок у сфері штучного інтелекту. У 1958 році Френк Розенблатт представив перцептрон — першу програму, яка могла навчатися через досвід. Перцептрон вважався революційною розробкою для свого часу.

### Ранні труднощі та обмеження
Попри перший успіх, розвиток нейронних мереж натрапив на значні перешкоди. У 1969 році Марвін Мінський та Сеймур Пейпер у книзі «Perceptrons» вказали на серйозні математичні обмеження перцептронів, які не могли вирішувати нелінійні задачі. Це призвело до зменшення фінансування досліджень у цій сфері на кілька десятиліть.

## Етапи розвитку

### Відродження інтересу у 1980-ті
У 1980-х роках відбулося відродження інтересу до нейронних мереж завдяки розробці алгоритму зворотного поширення помилки (backpropagation), який дозволив навчати багатошарові мережі. Цей прорив зробив нейронні мережі придатними для вирішення складніших задач і стимулював нові дослідження.

### Глибокі нейронні мережі (Deep Learning)
Глибокі нейронні мережі, або Deep Learning, стали популярними у 2010-х роках завдяки зростанню обчислювальної потужності та доступності великих обсягів даних. Важливою віхою став 2012 рік, коли команда на чолі з Джеффрі Гінтоном виграла конкурс ImageNet завдяки моделі AlexNet. Цей прорив демонстрував можливості нейронних мереж у розпізнаванні зображень.

## Сучасне застосування
Сьогодні[коли?] нейронні мережі використовуються у багатьох сферах:
Штучний інтелектголосові помічники (Siri, Alexa), чат-боти.
Комп'ютерний зіррозпізнавання облич і об'єктів на фото.
Медицинааналіз рентгенівських знімків, діагностика захворювань.
Автомобіліавтономні транспортні засоби, як-от Tesla.
Ці застосування демонструють практичний потенціал нейронних мереж у повсякденному житті.

## Перспективи
Майбутнє нейронних мереж відкриває нові горизонти. Очікується, що вони стануть основою для створення більш автономних і самонавчаючих систем, здатних вирішувати завдання, які раніше вважалися неможливими. Крім того, дослідження в галузі квантових обчислень можуть значно прискорити процес навчання нейронних мереж, що зробить їх ще потужнішими.